# アールベルクトンネル (鉄道)

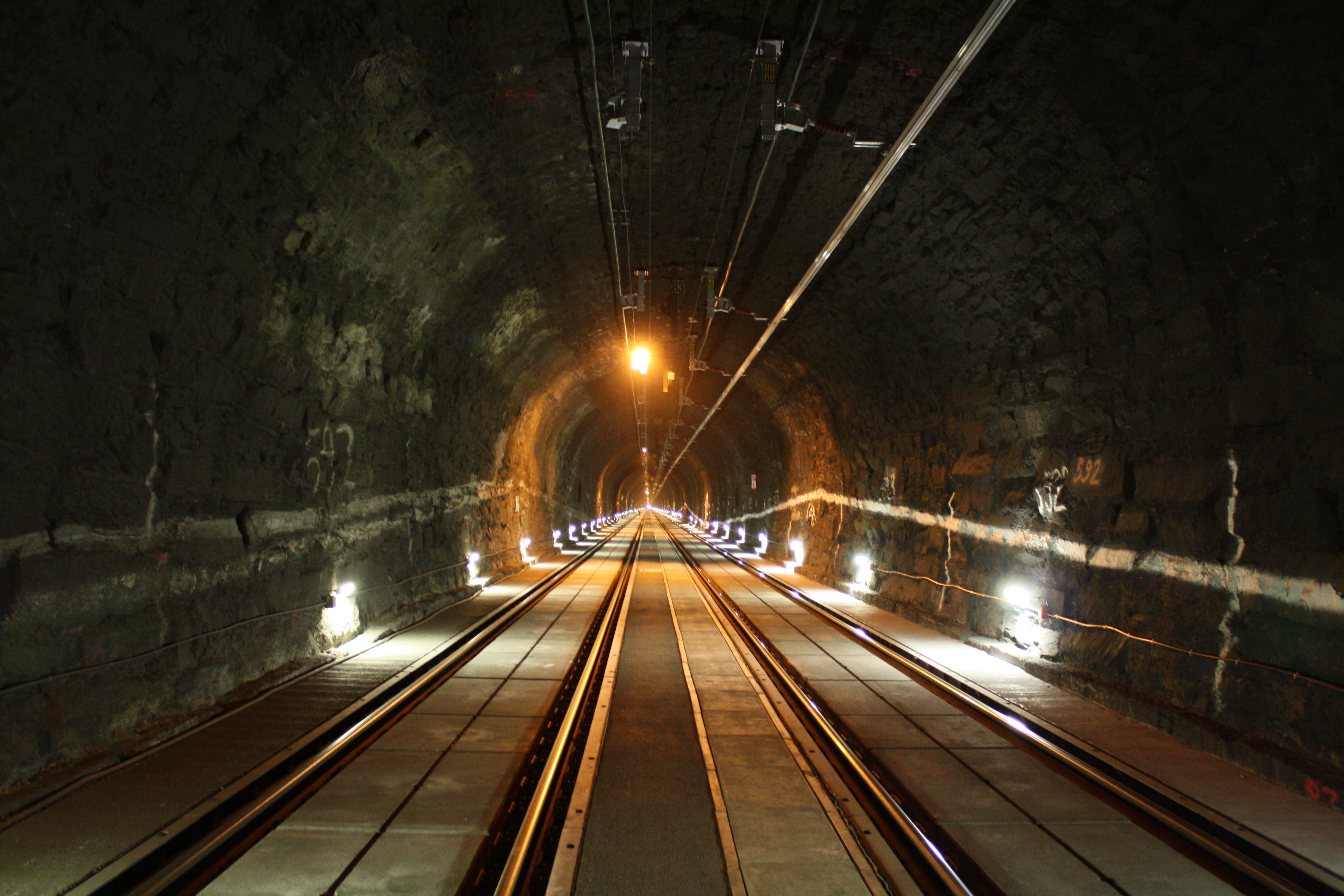
アールベルクトンネル内部。2010年の改修工事中に撮影。

アールベルクトンネル（独: Arlbergtunnel）はオーストリア、フォアアールベルク州のランゲン・アム・アールベルクとチロル州のサンクト・アントン・アム・アールベルクを結ぶ鉄道トンネルである。州境のアールベルク山地を東西に貫いており、1884年に開通した。
並行するアールベルク道路トンネル(Arlberg Straßentunnel)とともに、フォアアールベルク州とオーストリアの他の部分を結ぶ、天候にかかわらず利用可能な唯一の陸路である。

## 歴史

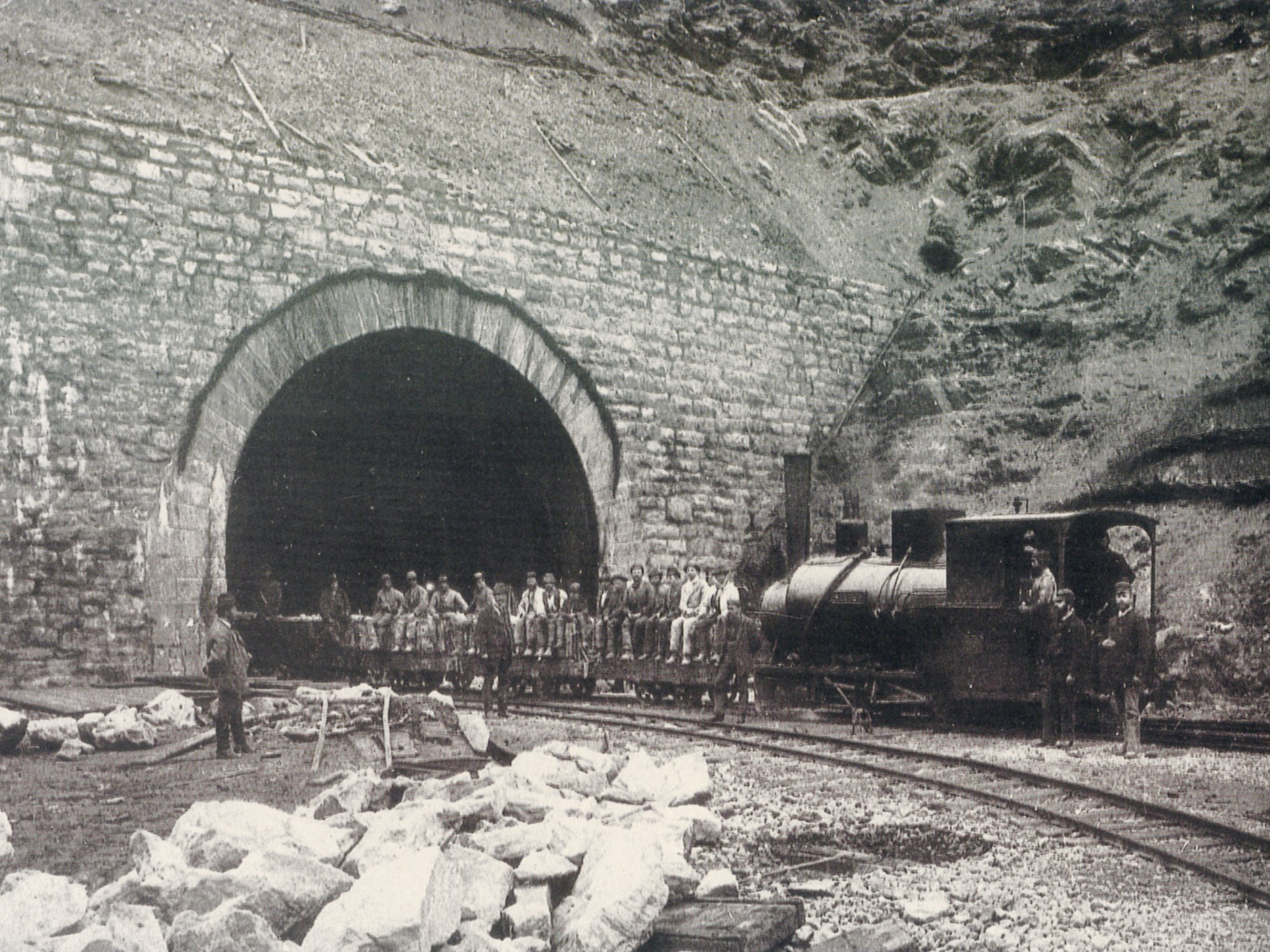
工事中の西側坑口

トンネルの建設構想は1866年にまで遡ることができるが、本格化したのはスイスでゴッタルド鉄道トンネルが建設されてからである。1879年に議会がチロル州のインスブルックとフォアアールベルクを結ぶアールベルク鉄道(Arlbergbahn)の建設を認めた。トンネル本体の工事は1880年6月に始まった。建設には先行するフレジュス鉄道トンネルやゴッタルドトンネルの例を踏まえ、東側では空気圧式の、西側では水圧式の削岩機が用いられた。この時の工法は、今日では「旧オーストリアトンネル工法(Alte Österreichische Tunnelbauweise)」と呼ばれる。トンネルは1883年11月19日に貫通し、予定より1年早く1884年5月末には完成した。9月20日には皇帝フランツ・ヨーゼフ1世臨席のもと開通式が行われた。
開通時の全長は10,250mで、東側坑口から約4kmの位置に最高地点（海抜1310.9m）があり、同地点を境に東は2‰、西は15‰の勾配となっている。トンネル前後の取付線には30‰以上の急勾配がある。
1924年にはトンネルは交流15kV,16.7Hzで電化された。2001年にはサンクト・アントンでのアルペンスキー世界選手権開催に伴う線路の移設のため、トンネルの全長がやや伸びて10,648mとなった。
2004年から2007年にかけて、アールベルク道路トンネルとの間に避難用の連絡トンネルが設けられた。これは1700m間隔で設置され、距離は最長400m、高低差は最大35mある。また2005年から2010年にかけては安全性の向上や車両限界の拡大を目的にトンネルの改修工事が行われ、トンネル底の掘り下げやスラブ軌道化がなされた。この間一時的にトンネルは単線化された。

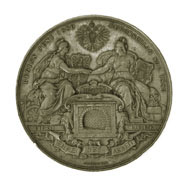
開通記念メダル
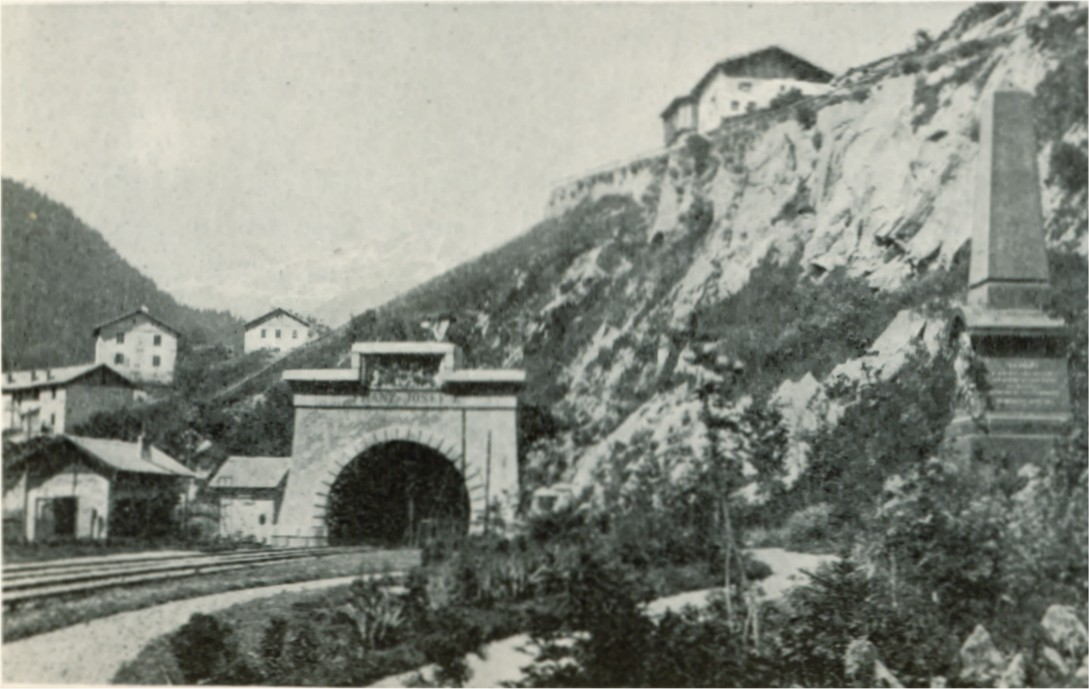
東側坑口（1898年）
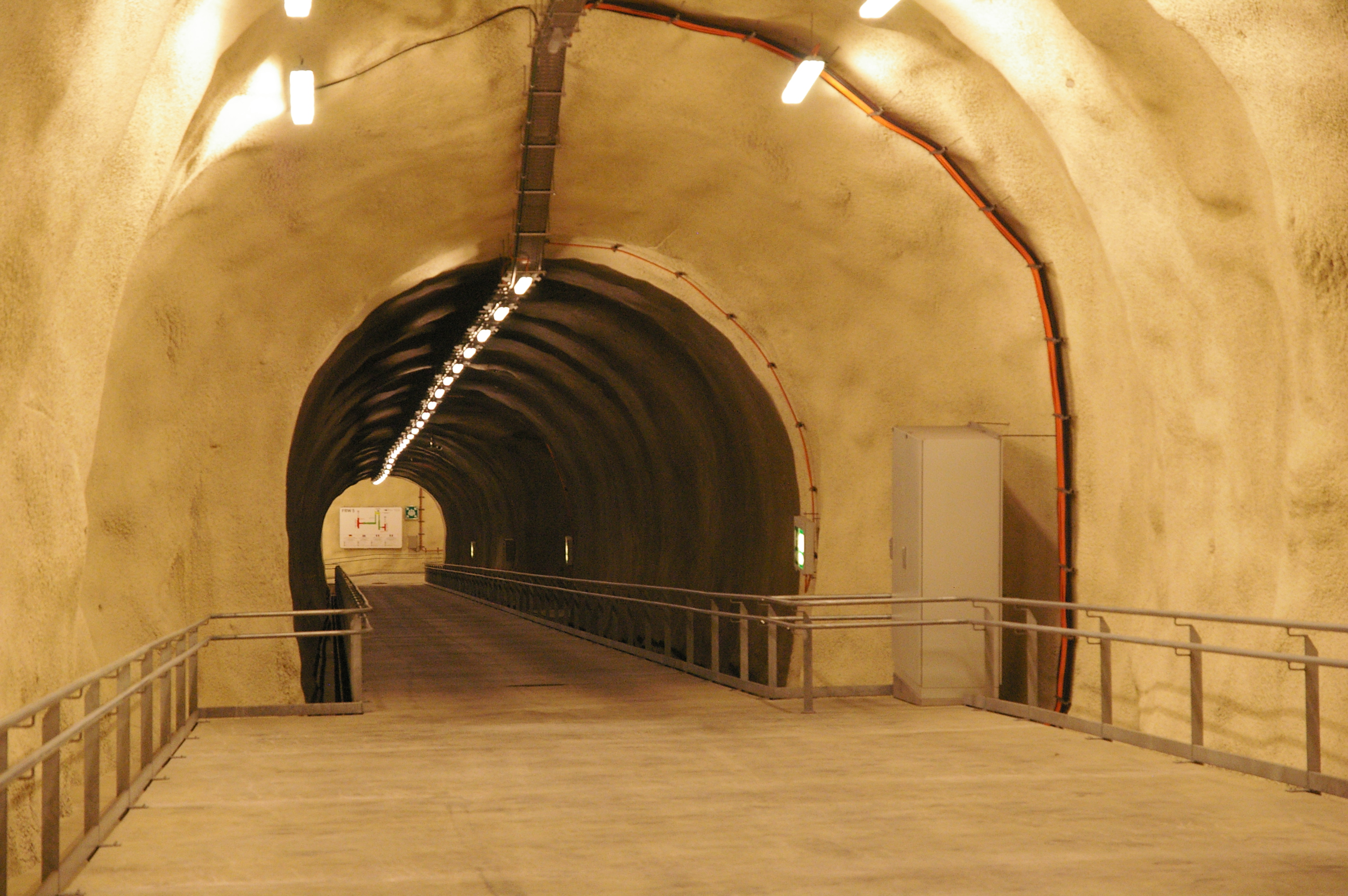
避難用通路

## 通過する列車
2011年のダイヤ（2010年12月改正）では、アールベルクトンネルを経由するレイルジェットまたはユーロシティが2時間間隔で運転されており、ウィーン、ザルツブルク、インスブルックなどとフォアアールベルク州のフェルトキルヒやスイスのチューリッヒを、またはフェルトキルヒから分岐しブレゲンツやドイツのリンダウを結んでいる。このウィーン - ブレゲンツ間にはこの他にもÖBBインターシティがあり、またザルツブルクとドイツのミュンスターをアールベルクトンネル、リンダウ、ウルム経由で結ぶインターシティも1日1往復存在する。
夜行列車列車としては、以下の3往復のユーロナイトがある。
- 「ウィーナー・ワルツァー」 : ブダペスト - ウィーン - チューリッヒ
- 「チューリッヒゼー」 : グラーツ - チューリッヒ
- （列車名なし） : ウィーン - ブレゲンツ

チューリッヒゼーにはチューリッヒ - ベオグラード間を直通する客車も連結されている。ただし、これはチューリッヒゼーとは別の急行列車として運転される日もある。
第一次世界大戦後、オリエント急行のドイツ領内通過が困難だった時期には、アールベルクトンネルを利用してスイス、オーストリア経由の迂回運転が行われていたことがある。1924年にオリエント急行がドイツ経由に戻った後も、この経路でパリ - ウィーン間に「スイス・アールベルク・ウィーン急行(Suisse-Arlberg-Vienne Express)」が運転された。この列車は1931年からは「アールベルク・オリエント急行(Arlberg Orient Express)」を名乗った。第二次世界大戦による中断を挟み、1962年には区間短縮の上アールベルク急行と改名された。1991年には季節列車化（その後廃止）され、パリからアールベルクトンネルに至る定期列車はなくなった。ただし、観光列車のベニス・シンプロン・オリエント・エクスプレスは、1984年以降パリとヴェネツィアの間をアールベルクトンネル経由で走っている。